# Петар Занковић
 
Петар Занковић био је црногорски грађанин који је током Другог светског рата помогао да се спасу три јеврејске породице. Израел га је 2007. године прогласио за Праведника међу народима.

## Други светски рат
Током ДСР, породица Рихтер је избегла из Загреба у Београд током инвазије на Југославију. Када су Немци и њихови савезници у потпуности преузели контролу над земљом, Милан Ритер је одвео свог сина Марјана у дом Петра Занковића у Сутомору, у Црној Гори, који је био под контролом Италије. Милан је учествовао у Првом светском рату са Петровим оцем и породице су годинама биле у контакту. Нешто касније остатак породице је кренуо ка дому Занковића. Рихтерови нису хтели да ризикују другу породицу, па су се заједно са осталим јеврејским избеглицама из Београда преселили у хотел у граду Бару у Црној Гори.
Рихтери су се укључили у побуњенике и током офанзиве коју су покренули партизани, Милан Рихтер је ухваћен и послат у концентрациони логор у Клосу у Албанији. Петар Занковић је затражио помоћ од владике Добричића да се Милан ослободи и пошто су је обезбедили, Рихтери су се вратили код Занковића. Породица је ту остала до 1943. године. У септембру те године Немачка је преузела контролу над територијама које је раније окупирала Италија. Као одговор Петар је привремено преселио породицу у манастир у Бару, пре него што их је одвео у село Ливари. У фебруару 1944. нацисти су пронашли њихову адресу и послани су у концентрациони логор Берген-Белзен. Упркос томе, петочлана породица је преживела до краја рата.
Адел Рихтер је касније отишла у посету Занковићима да им захвали што су им помагали током целог рата. Тамо је сазнала да су Занковићи поред њих склонили још две породице, што је довело до хапшења и разних казни. У децембру 2006, Јад Вашем га је прогласио Праведником међу народима.